# Ałtajski Państwowy Uniwersytet Techniczny im. I.I. Połzunowa
Ałtajski Państwowy Uniwersytet Techniczny im. I.I. Połzunowa (Алтайский государственный технический университет им. И.И. Ползунова) – rosyjski uniwersytet państwowy w Barnaule.
Prowadzi studia:
- I stopnia licencjackie;
- magisterskie jednolite;
- II stopnia magisterskie;
- Studia doktorskie[1]..